# Yunus (Sure)
Yunus (arabisch يونس Yūnus ‚Yunus‘) ist die 10. Sure des Korans, sie enthält 109 Verse. Die Sure wird fast in ihrer Gesamtheit in die dritte mekkanische Periode (620–622) datiert. Ihr Titel bezieht sich auf den biblischen Propheten Jona, der in Vers 98 erwähnt wird.
Muslimische Überlieferungen stimmen darin überein, dass diese Sure nach der Sure 17 und vor der nachfolgenden Sure Hud in Mekka offenbart wurde, mit Ausnahme der Verse 40 und 94 bis 96, die an die Zweifler und Unheilstifter gerichtet sind und daher nach einigen Gewährsmännern in die medinische Zeit gehören.
Die ersten drei Buchstaben Alif Lām Rā' gehören zu den sogenannten geheimnisvollen Buchstaben, mit denen manche Suren eingeleitet werden. Die vorliegende Sure behandelt die Themen, die in Mekka immer wieder angesprochen werden, und lässt sich in drei Teile gliedern. Der erste Teil, mit den Versen 1 bis 70, betont die göttliche Herkunft der Sendung Mohammeds und der koranischen Offenbarung, die Allmacht und Allwissenheit Gottes, das Jüngste Gericht und die göttliche Vergeltung für menschliche Werke. Der zweite Teil, mit den Versen 71 bis 93, befasst sich mit dem prophetischen Wirken Noachs und Moses’, das unter anderem auch in der Sure 7 zur Sprache kommt. Der dritte Teil, ab Vers 94, behandelt verschiedene Themen ohne naheliegenden Zusammenhang.